# اوکرهام
اوکرهام (به لاتین: Åkrehamn) یک شهرک در نروژ است که در استان روگالاند واقع شده‌است. اوکرهام ۴٫۳۵ کیلومتر مربع مساحت و ۷٬۷۳۶ نفر جمعیت دارد و ۶ متر بالاتر از سطح دریا واقع شده‌است.